# Дольне-Поле (Мазовецьке воєводство)
Дольне-Поле (пол. Dolne Pole) — село в Польщі, у гміні Соколів-Підляський Соколовського повіту Мазовецького воєводства.
Населення — 84 особи (2011).
У 1975-1998 роках село належало до Седлецького воєводства.

## Демографія
Демографічна структура станом на 31 березня 2011 року:
|          | Загалом | Допрацездатний вік | Працездатний вік | Постпрацездатний вік |
| -------- | ------- | ------------------ | ---------------- | -------------------- |
| Чоловіки | 39      | 7                  | 29               | 3                    |
| Жінки    | 45      | 9                  | 26               | 10                   |
| Разом    | 84      | 16                 | 55               | 13                   |